# Vlag van Loppersum
De vlag van Loppersum werd bij raadsbesluit op 19 april 1982 vastgesteld als de gemeentelijke vlag van toenmalige gemeente Loppersum. De vlag bestond uit een rode achtergrond waarop aan de linkerkant een witte sleutel en een wit zwaard met een geel handvat is afgebeeld. De sleutel en het zwaard zijn gekruist met het zwaard boven op de sleutel, zoals ook op het wapen, maar in tegenstelling tot het wapen is de zijde met de baard van de sleutel beneden in plaats van boven. Wel wijst de baard van de sleutel naar boven, zoals ook op het gemeentewapen het geval is. Het gevest van het zwaard op de vlag is gespiegeld ten opzichte van het wapen. Loppersum had na de gemeentelijke herindeling van 1990 geen gemeentevlag meer. Inmiddels gebruikt de gemeente een logovlag naar de gemeentelijke herindeling van 1990. Op 1 januari 2021 werd de gemeente Loppersum opgeheven vanwege een fusie met de gemeenten Appingedam en Delfzijl tot een nieuwe gemeente Eemsdelta.

## Verklaring
De vlag was afgeleid van het oude gemeentewapen van Loppersum van 1871 tot 1991. De sleutel staat symbool voor de heilige Petrus en het zwaard voor de heilige Paulus. De kerk in Loppersum was gewijd aan deze heiligen.

## Verwante afbeeldingen

Het wapen van Loppersum (1871 - 1991)
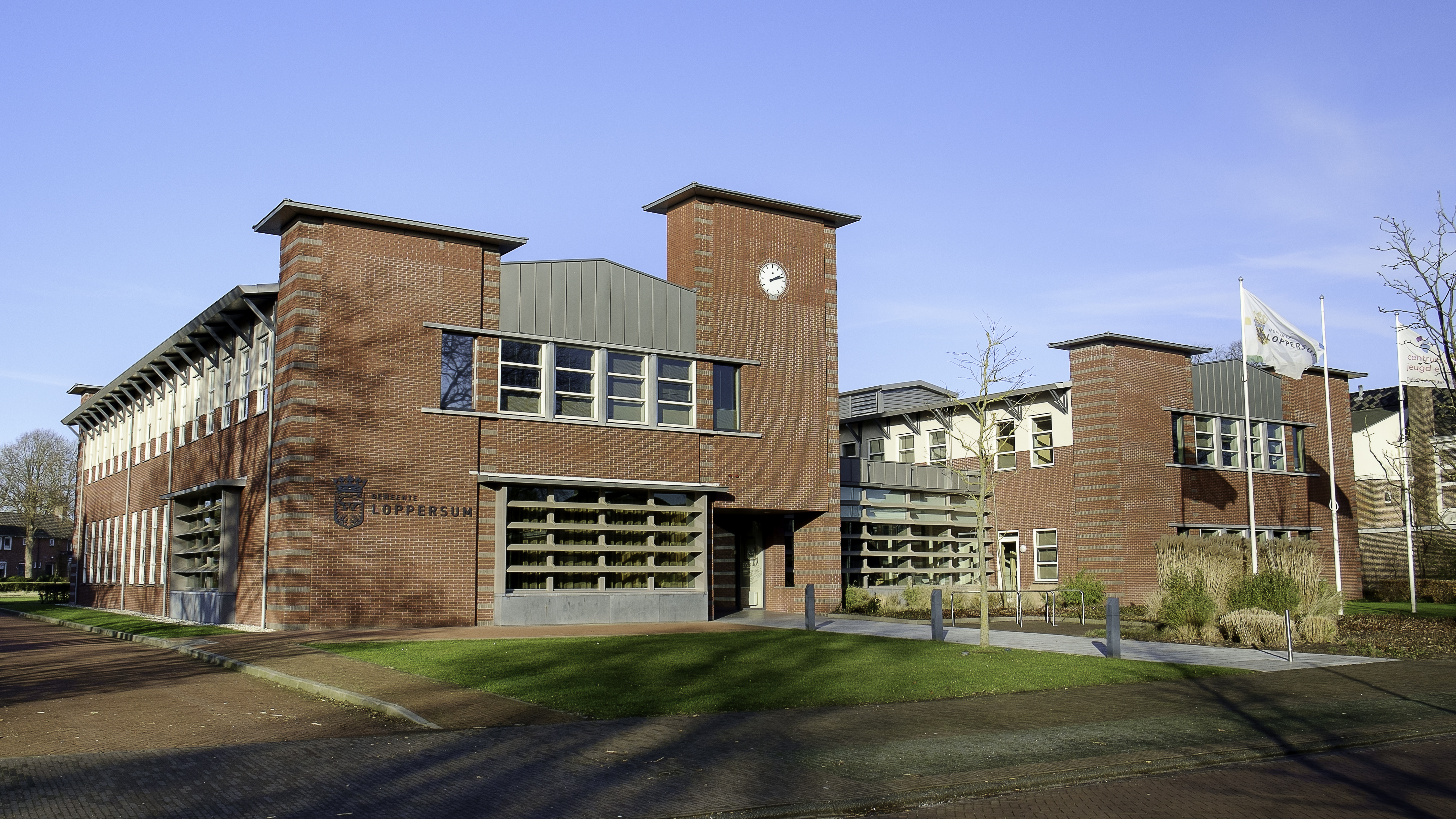
Het gemeentehuis van Loppersum, waar de witte logovlag na de gemeentelijke herindeling van 1990 wordt gebruikt.

Adorp 
· Aduard 
· Appingedam 
· Bedum 
· Beerta 
· Bellingwedde 
· Bierum 
· De Marne 
· Delfzijl 
· Eemsmond 
· Eenrum 
· Finsterwolde 
· Grootegast 
· Haren 
· Hefshuizen 
· Hoogezand 
· Hoogezand-Sappemeer 
· Hoogkerk 
· Kloosterburen 
· Leek 
· Leens 
· Loppersum 
· Marum 
· Menterwolde 
· Muntendam 
· Nieuwe Pekela 
· Nieuweschans 
· Oldekerk 
· Oosterbroek 
· Oude Pekela 
· Reiderland 
· Sappemeer 
· Scheemda 
· Slochteren 
· Stedum 
· Ten Boer 
· Termunten 
· Uithuizen 
· Uithuizermeeden 
· Ulrum 
· Vlagtwedde 
· Warffum 
· Wildervank 
· Winschoten 
· Winsum 
· Zuidhorn